# Mistrzostwa Afryki w Strzelaniu do Rzutków 2011
Mistrzostwa Afryki w Strzelaniu do Rzutków 2011 – pierwsze mistrzostwa Afryki w strzelaniu do rzutków, które rozegrano w marokańskim Rabacie. 
Rozegrano trzy konkurencje męskie i dwie konkurencje żeńskie. W klasyfikacji generalnej wygrała reprezentacja Egiptu. Gospodarze z dorobkiem dwóch brązowych medali, zajęli przedostatnie, piąte miejsce.

## Klasyfikacja medalowa
Gospodarze mistrzostw
| Pozycja | Kraj              | Złoto | Srebro | Brąz | Łącznie |
| ------- | ----------------- | ----- | ------ | ---- | ------- |
| 1       | Egipt             | 3     | 3      | 1    | 7       |
| 2       | Namibia           | 1     | 1      | 0    | 2       |
| 3       | Południowa Afryka | 1     | 0      | 0    | 1       |
| 4       | Algieria          | 0     | 1      | 1    | 2       |
| 5       | Maroko            | 0     | 0      | 2    | 2       |
| 6       | Senegal           | 0     | 0      | 1    | 1       |

## Medaliści
| Konkurencja               | Złoto           | Wynik             | Srebro             | Wynik             | Brąz             | Wynik             |
| Trap (mężczyźni)          | Ahmad Zahir     | 141 pkt. (119+22) | Gielie van Wyk     | 135 pkt. (115+20) | Adham Midhat     | 134 pkt. (114+20) |
| Trap (kobiety)            | Gaby Ahrens     | 84 pkt. (66+18)   | Suzan Dżabir       | 81 pkt. (62+19)   | Hind Amani       | 77 pkt. (61+16)   |
| Trap podwójny (mężczyźni) | Alistair Davis  | 182 pkt. (138+44) | Mahdi Hasan Chudża | 169 pkt. (129+40) | Muchtar Muchtar  | 169 pkt. (130+39) |
| Skeet (mężczyźni)         | Azmi Mihilba    | 148 pkt. (123+25) | Mustafa Hamdi      | 141 pkt. (119+22) | Clement Fakhoury | 138 pkt. (115+23) |
| Skeet (kobiety)           | Muna al-Hawwari | 84 pkt. (63+21)   | Amira Abu Szukka   | 80 pkt. (62+18)   | Ibtisam Marirhi  | 70 pkt. (51+19)   |